# Hazelton Pyramid
Hazelton Pyramid ist ein 3211 m hoher Berg in den südlichen Bighorn Mountains im US-Bundesstaat Wyoming. Er befindet sich im Bighorn National Forest und liegt wenige Kilometer südlich des Powder River Pass am U.S. Highway 16.

## Belege
1. ↑  Peakbagger: Hazelton Pyramid. Abgerufen am 14. Januar 2021.
2. ↑  Summitpost: Hazelton Pyramid : Climbing, Hiking & Mountaineering. Abgerufen am 14. Januar 2021.